# Élisée Loustallot
Pour les articles homonymes, voir Loustalot.
Élisée Loustalot, qu'on orthographie également Élysée Loustallot, né le 12 avril 1762,, ou plus vraisemblablement le 25 décembre 1761,,, à Saint-Jean-d'Angély, mort à Paris le 19 septembre 1790, est un journaliste français, rédacteur des Révolutions de Paris.

## Biographie
Loustalot appartient à une famille protestante originaire de la Guyenne établie à Saint-Jean-d'Angély depuis près de deux siècles. Un Élisée Loustalot y exerce la profession de chirurgien en 1625 ; ses descendants, qui portent tous le même prénom et occupent les fonctions de procureurs ou d'avocats en la sénéchaussée, s'allient aux meilleures familles de la bourgeoisie. Lui-même est le fils d'Élisée Loustalot, syndic des avocats de cette ville, et de Marie-Marguerite-Louise Caffin. Il fait ses humanités, de la sixième à la troisième, au collège de cette ville, tenu par les bénédictins, puis, en seconde et en classe de rhétorique, à celui de Saintes. En 1778, il part étudier la philosophie et la physique à Poitiers, où il soutient une thèse de philosophie, avant de suivre des études de droit à Bordeaux à partir de 1780. Le 5 février 1783, il devient avocat à Saint-Jean-d'Angély, ville qu'il quitte un an après, le 22 janvier 1784, pour s'établir à Bordeaux. Ayant attaqué dans un mémoire d'avocat la sénéchaussée de sa ville natale, il est suspendu pour six mois par le Parlement de Bordeaux. Au début de 1787, il rejoint Paris, où il vit de pamphlets anonymes et de traductions,.

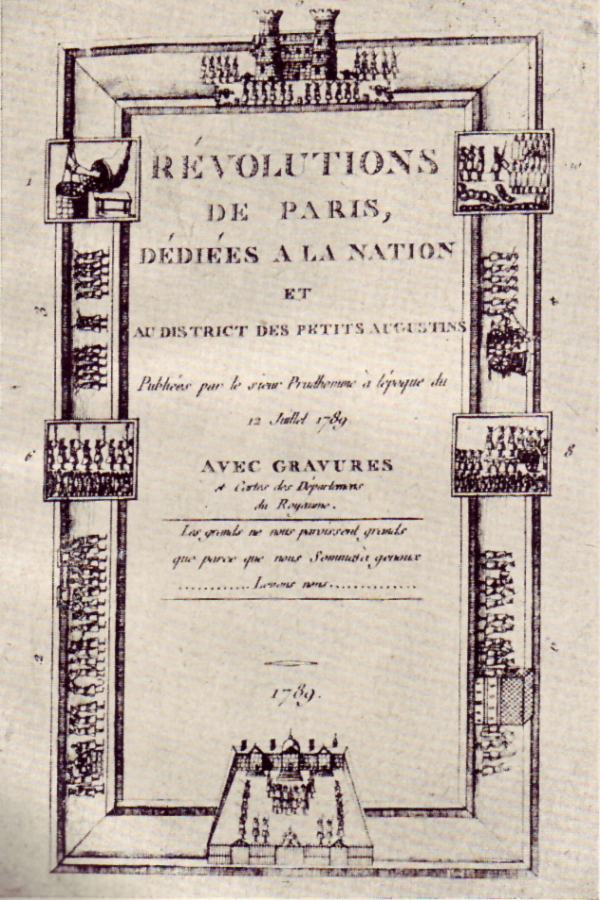
Couverture du premier numéro des Révolutions de Paris.

Le 17 juillet 1789 paraît le premier numéro de son journal, Les Révolutions de Paris, édité par le papetier bouquiniste Louis Marie Prudhomme, qui le prend pour rédacteur ; il y raconte la prise de la Bastille, décrivant notamment la harangue prononcée par Camille Desmoulins le 12 au jardin du Palais-Royal. Devant le succès, neuf éditions sont publiées. Le journal, qui ne compte que le nom de son éditeur, est essentiellement rédigé par Loustalot, même si Sylvain Maréchal lui prête main-forte son salaire s'élève, selon les uns, à mille écus par mois, selon d'autres, à cinq cents livres par numéro,. Paraissant tous les dimanches et comptant de quarante à soixante pages, il défend les droits de l'homme ou la liberté de la presse, et dénonce la misère populaire. Dès ses débuts, il compte 200 000 lecteurs.
Loustalot se mêle également d’activisme révolutionnaire, haranguant notamment la foule au Palais-Royal. Le soir du 30 juin 1789, il est à l'origine d'un soulèvement de 300 personnes qui délivrent des soldats du régiment des Gardes-Françaises enfermés dans les prisons de l'abbaye de Saint-Germain-des-Prés pour avoir refusé de porter les armes contre des manifestants à Versailles le 23 juin. Le 31 août suivant, il entraîne des pétitionnaires à l'Hôtel de Ville, afin d'exiger la convocation des districts et leur proposer de discuter la révocation des députés de Paris, ainsi que de nouvelles élections, avec mandat spécial pour refuser le veto royal, démarche qui échoue.
De santé fragile, épuisé par un excès de travail, Loustalot tombe gravement malade le 4 septembre 1790, jour où paraît son dernier article, consacré à l'affaire de Nancy, et meurt quinze jours plus tard, à l'âge de vingt-huit ans. Dès qu'ils apprennent sa maladie, les Jacobins lui envoient Maximilien de Robespierre et Louis Sébastien Mercier en députation. Après son décès, la société arrête trois jours de deuil, comme les Cordeliers. Legendre prononce son éloge funèbre sur sa tombe, Camille Desmoulins devant les Jacobins (avant de le publier dans le n° 45 des Révolutions de France et de Brabant le 4 octobre 1790), Louise Kéralio-Robert fait paraître le sien dans le n° 24 du Mercure national le 24 septembre 1790.